# 陳念琴
陳念琴（英語：Chen Nien-chin，1997年5月10日—）是出生於台灣花蓮縣的女子拳擊運動員，具有阿美族及布農族血統。畢業於新竹市立成德高中，現就讀國立清華大學運動科學系。2014年，中華民國運動精英獎得主，2014年在南京青奧拳擊項目女子69至75公斤級，獲得銀牌。在2016年夏季奧林匹克運動會參加中量級拳擊比賽。2019年，發現罹患二期何杰金氏淋巴癌症，開始接受多次化療。2020年底，病癒。
2021年，參加東京奧運女子次中量級拳擊比賽。2022年，在亞洲拳擊錦標賽女子70公斤級獲得金牌。2024年，參與巴黎奧運女子次中量級拳擊比賽獲得銅牌。

## 生平

### 早年
陳念琴為台灣原住民，2歲時隨家人從花蓮遷居到馬祖，曾經在校園時受到霸凌，後來在學參與運動後成績優異，獲得同學敬重。原來是馬祖角力隊選手，後來改練拳擊，在2013年保加利亞世青女拳擊賽75公斤級獲得冠軍，2014年在南京青奧拳擊項目女子69至75公斤級獲得銀牌。

### 奧運生涯
2016年6月在世界業餘女子拳擊錦標賽75公斤級賽事中，以三比零擊敗摩洛哥對手卡蒂賈·瑪迪，獲得銅牌，並獲得參加奧運的資格。在2016年里約奧運中，16強賽以0:3敗給俄羅斯對手，未能晉級。2021年再度代表台灣征戰東京奧運，突破上屆成績晉級至八強賽。2024年巴黎奧運女子次中量級拳擊比賽奪得銅牌，是他生涯中首面奧運獎牌。

## 外部連結
- 陳念琴的Instagram帳戶
- 陳念琴的Threads帳戶 （页面存档备份，存于）
- 陳念琴 （页面存档备份，存于）在BoxRec的資料
- 陳念琴 （页面存档备份，存于）在國際奧林匹克委員會的資料